# خزعة الثدي

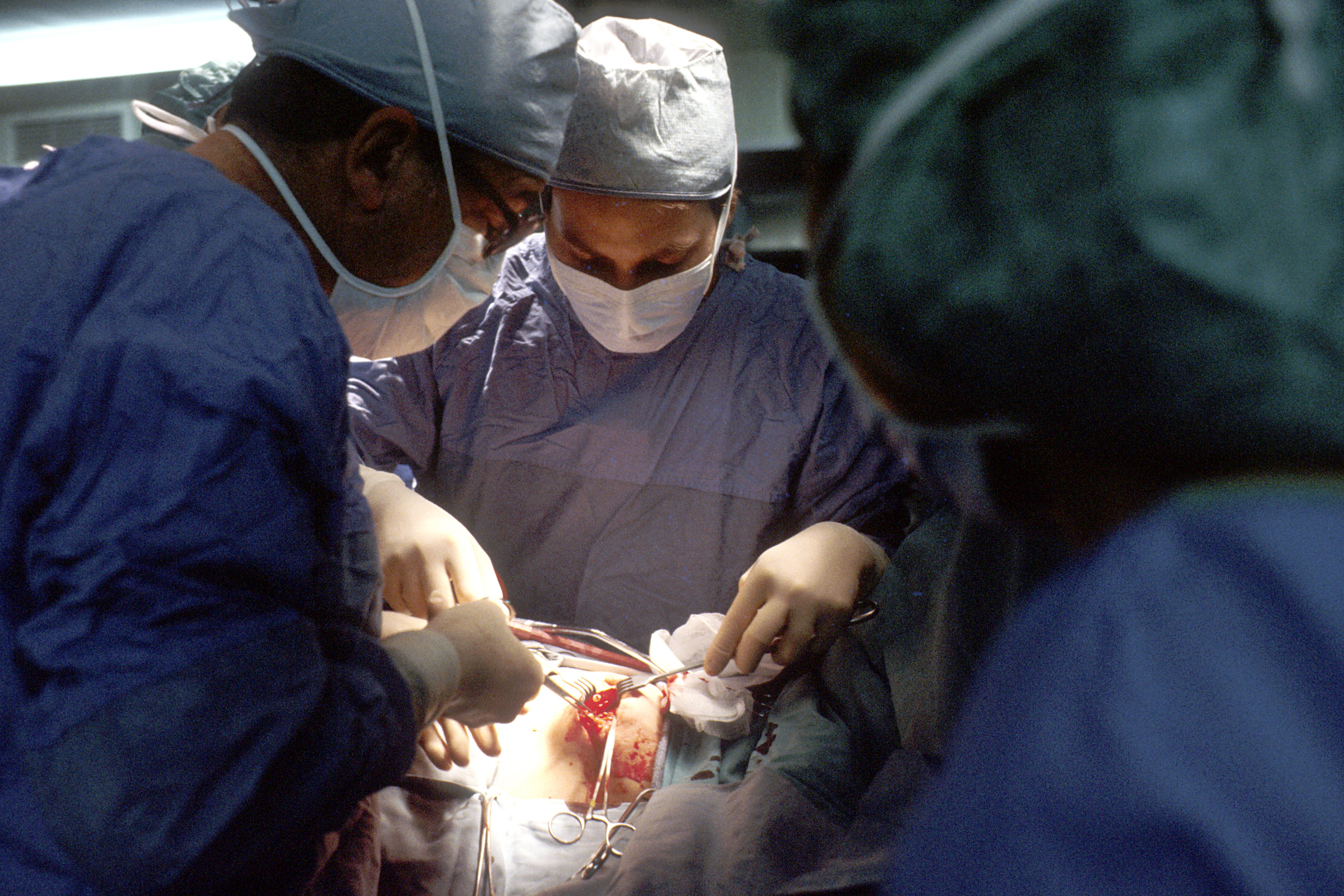
جراحون ينفذون خزعة الثدي الجراحية.

خزعة الثدي يوجد الآن العديد من الطرق لتنفيذها. أما الطريقة الأنسب للخزعة تعتمد على عدة عوامل عند المريض وتتضمن الحجم، الموقع، المظهر وخصائص هذه التشوهات.

## إبرة نحيفة للشفط

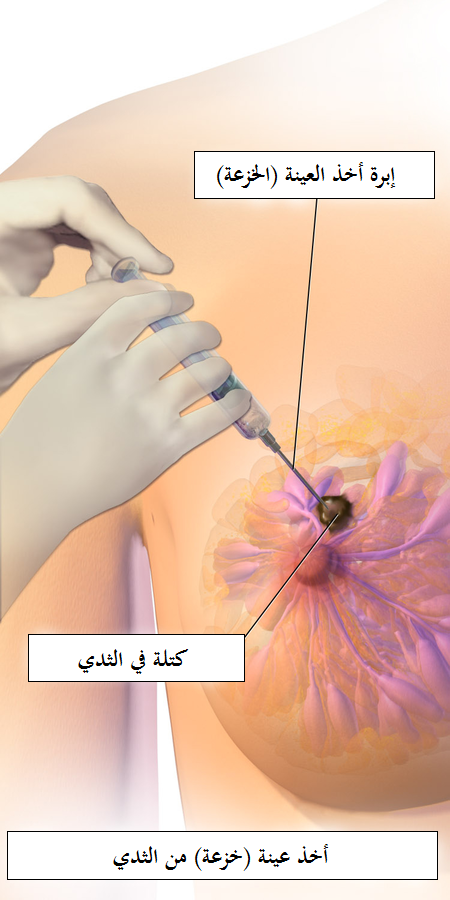
أخذ عينة من الثدي

بواسطة «شفط» الخلايا بواسطة ابرة نحيفة للشفط، تحت تاثير التخدير الموضعي في منطقة الثدي، وذلك من خلال حقن المادة المخدرة في الجلد حول المنطقة المطلوبة. كما ان هنالك امكانية لاستخراج واقتطاع جزء من الانسجة خلال إجراء عملية جراحية خزعة مفتوحة، لكن هذا الاحتمال ليس واسع الانتشار.

## خزعة مباشر وأمامي
تُعتبر نُظم الخزعة المُباشرة والأمامية نوعًا غير مؤلمة. أما جودة العينة فهي كافية لإجراء بحوث على علم الأحياء الجزيئي.

## خزعة مفتوحة
تتضمن الخزعة الجراحية إزالة كتلة كبيرة وقطعها وذلك أثناء العملية الجراحية. ويتم تنفيذ شق في ظروف تعقيم في غرفة العمليات ويتطل في العادة ما بين 3 إلى 5 سم. يُمكن تنفيذ الخزعة الجراحية المفتوحة مع تخدير موضعي ولكن في معظم الحالات يتم أستخدام تخدير عام. قبل عشر سنوات، كان في معظم الحالات يُستخدم الخزعات الجراحية المفتوحة. وبمساعدة طبيب الأشعة يتم معرفة موضع خزعة الأبرة لتوجيه الجراح لمكان تنفيذ الخزعة.